# Drosophila busckii
Espèce
Drosophila busckii est une espèce d'insectes diptères de la famille des Drosophilidae originaire d'Amérique du Nord.

## Synonyme
- Drosophila buskii, Coquillett, 1901
- Drosophila plurilineata, Villeneuve, 1911
- Drosophila rubrostriata, Becker, 1908